# Gif-sur-Yvette
Gif-sur-Yvette  [ʒif syʁ ivɛt̪] je francouzské město v jihovýchodní části metropolitní oblasti Paříže, v departementu Essonne, Île-de-France. Vzdálenost od Paříže je 23 kilometrů.

## Geografie
Sousední obce: Villiers-le-Bâcle, Saint-Aubin, Sanclay, Saint-Rémy-lès-Chevreuse, Orsay, Gometz-la-Ville, Gometz-le-Châtel a Bures-sur-Yvette.

## Vývoj počtu obyvatel
Počet obyvatel

## Osobnosti města
- Juliette Adamová (1836 – 1936), spisovatelka
- Piotr Slonimski (1893 – 1944), biolog a genetik
- Jean Bottéro (1914 – 2007), asyriolog
- André Rouyer (1929 – 1994), herec

## Partnerská města
- Însurăţei, Rumunsko
- Olpe, Německo